# Sun Modular Datacenter

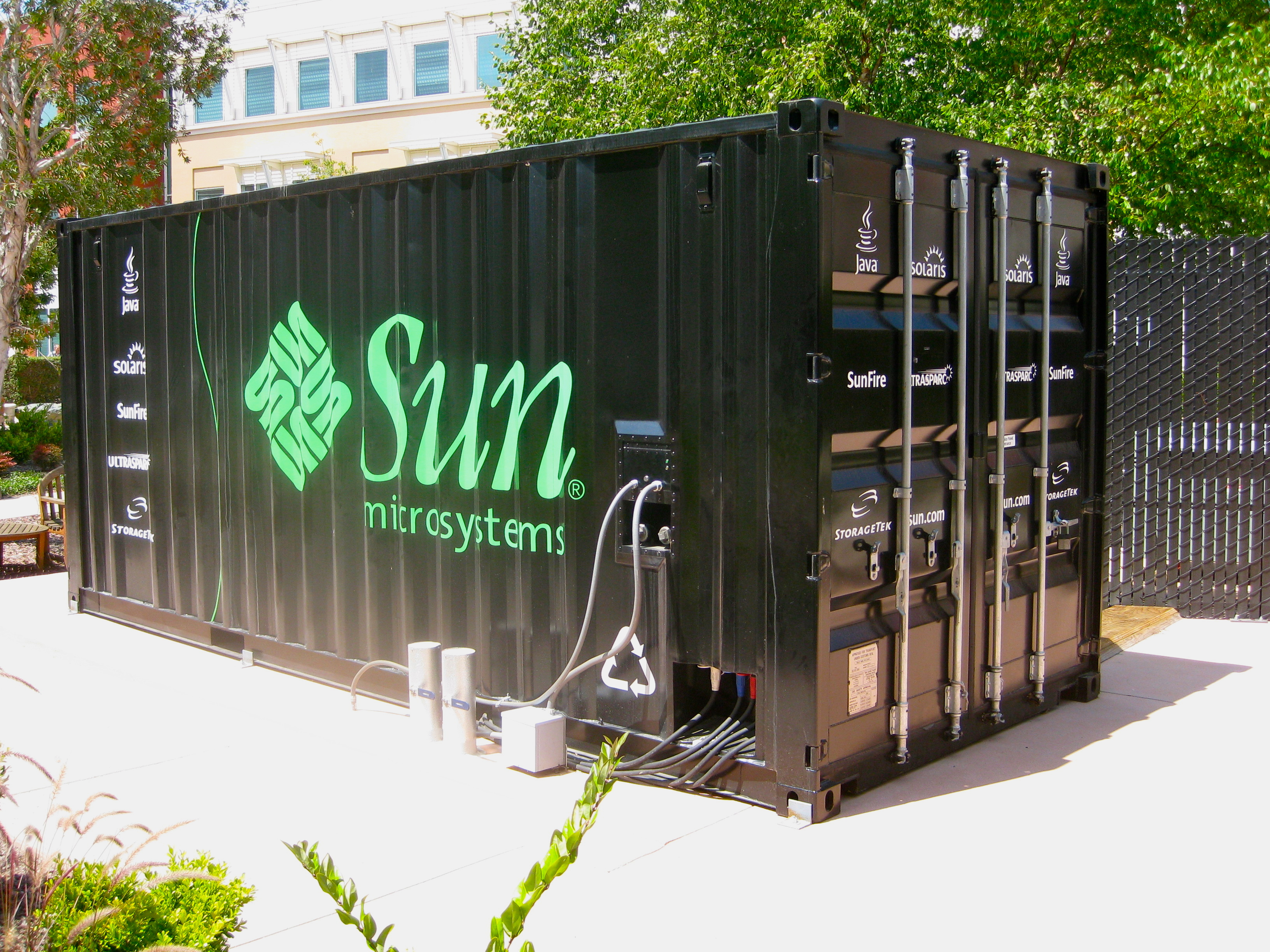
Een Sun Modular Datacenter

Het Sun Modular Datacenter (Sun MD) is een mobiel datacenter in een standaard 20-voet zeecontainer, dat geproduceerd en op de markt gebracht werd vanaf 2008 door Sun Microsystems (in 2010 overgenomen door Oracle Corporation).
Een Sun MD heeft een externe koeling en voeding nodig en kan tot acht 19 inchrekken bevatten voor computer-, controle- en netwerkapparatuur. Hiermee kan een datacenter van maximaal 280 servers snel worden ingezet op locaties die mogelijk niet geschikt zijn om een gebouw neer te zetten. Het volstaat om de container ter plaatse te brengen en aan te sluiten op de nodige infrastructuur. Sun beweerde dat het systeem operationeel kon worden gemaakt voor 1% van de kosten van het bouwen van een traditioneel datacenter.